# John Stirling-Maxwell
John Maxwell Stirling-Maxwell (6 juin 1866-30 mai 1956) est un homme politique et philanthrope conservateur écossais.

## Biographie

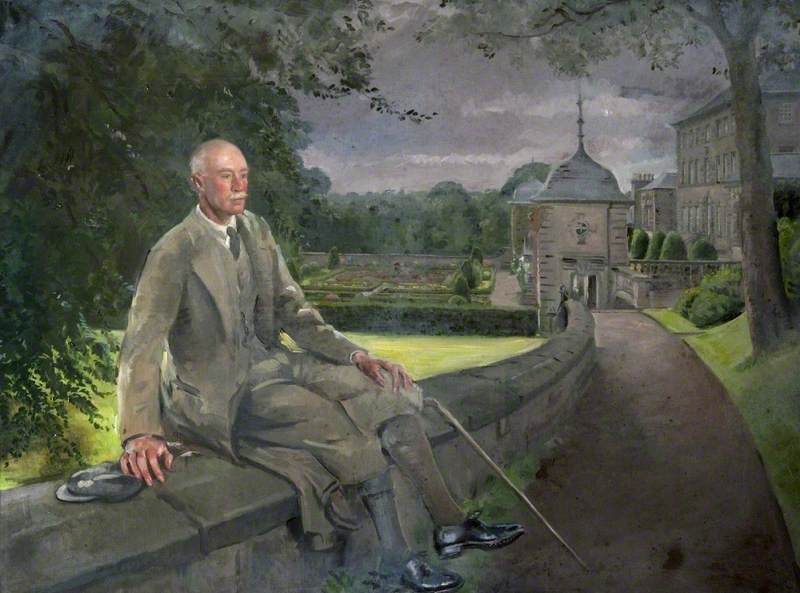
Sir John Stirling Maxwell (1866–1956), 10e baronnet par William Bruce Ellis Ranken, Pollok House

Fils aîné de William Stirling-Maxwell, 9e baronnet et de Anna Maria Leslie-Melville, deuxième fille de David Leslie-Melville (8e comte de Leven) et d'Elizabeth Anne Campbell, il fait ses études au Collège d'Eton et au Trinity College de Cambridge. Il succède à son père comme baronnet en 1878.
Il est député conservateur pour la circonscription universitaire de Glasgow entre 1895 et 1906 et sert plus tard comme président de la Commission forestière de 1929 à 1932. Il est également président de la Commission Royale des Beaux-Arts pour l'Ecosse et administrateur des Galeries Nationales d'Ecosse, président du Conseil des Monuments Anciens. Il est lieutenant dans la Royal Company of Archers et un franc-maçon actif, membre de la Pollokshaws Royal Arch Lodge n ° 153, membre fondateur de la loge Blythswood n ° 817 et membre honoraire de la loge Pollok, Pollokshields N ° 772.
Il est un membre fondateur du National Trust for Scotland (1931), devenant l'un de ses premiers vice-présidents et président de 1943 jusqu'à sa mort. Il réalise l'importance des espaces verts au sein d'une ville. Dans ce contexte, il est déterminé à protéger le Parc de Pollok et à y donner accès aux habitants de Glasgow, ce qu'il entreprend en 1911.
Stirling Maxwell est également impliqué dans la tentative de résoudre le problème de trouver un lieu pour les trésors artistiques présentés à Glasgow en 1944 par William Burrell (en). Après sa mort, sa fille donne Pollok House, une part substantielle du domaine et la collection d'art de son père à la Glasgow Corporation. Ce don de terrain permet finalement d'ériger un bâtiment pour abriter la collection Burrell.
En 1929, il est nommé chevalier du chardon. Il est titulaire du diplôme honorifique de LLD de l'Université de Glasgow, de l'Université d'Aberdeen et de l'Université d'Édimbourg. John et son épouse sont tous deux élus Fellows de la Royal Horticultural Society en 1902.
En 1938, il est élu membre de la Royal Society of Edinburgh avec comme proposants Ernest Wedderburn, John Sutherland, Thomas Henry Holland et William Wright Smith.
Il est décédé le 30 mai 1956.

## Famille
En 1901, il épouse Ann Christian Maxwell, fille de Herbert Maxwell (7e baronnet). Le couple a une fille, Anne Maxwell Macdonald, 11e baronne.